# Leir de Bretaña
Leir fue un rey legendario de los britanos cuya historia fue contada por Godofredo de Monmouth en su pseudohistórica Historia de los reyes de Bretaña, del siglo XII. Según la genealogía de Godofredo de la dinastía britana, Leir reinó alrededor del siglo VIII a. C., en la época de la fundación de Roma. La historia fue modificada y contada nuevamente por William Shakespeare en su tragedia jacobea El rey Lear.

## Nombre
Godofredo de Monmouth identificó a Leir como el fundador epónimo de la ciudad de Leicester (Ligoraceastre en inglés antiguo; en galés antiguo: Cair Lerion, en galés: Caerlŷr), a la que llamó (usando la forma galesa antigua del nombre de la ciudad) Kaerleir ("Ciudad de Leir").
Leir, Lerion y Ligora(ceastre) derivan del antiguo nombre britón del río Soar, *Ligera o *Ligora.

## Leyenda

### Reinado
La historia de Leir se registró por primera vez en la Historia de los reyes de Bretaña, de Godofredo de Monmouth. En esta obra, Leir es parte de la dinastía de Bruto de Troya (también llamado Bruto de Bretaña) y ascendió al trono después de que su padre Bladud muriera mientras intentaba volar con alas artificiales. La datación es inexacta, pero Godofredo convirtió a Bladud en contemporáneo del profeta bíblico Elías. A Leir se le dio el reinado más largo de los reyes de Godofredo, gobernando durante 60 años. Godofredo afirmó que Leir era el fundador epónimo de la ciudad de Leicester, en Inglaterra.

### Abdicación
Se decía que Leir era el último de la línea de ascendencia masculina de Bruto de Troya, y que engendró tres hijas: Gonerilda, Regan y Cordelia. Cuando se acercaba su muerte, dividió su reino entre ellas. Gonerilda y Regan halagaron a su padre y, siguiendo el consejo de los nobles de Leir, se casaron con los duques de Albany y Cornualles, respectivamente. Cordelia, a pesar de ser la favorita de su padre, se negó a halagarlo, sintiendo que no debería necesitar darle garantías especiales de su amor, y no se le dio ninguna tierra para gobernar. El rey Aganipo de los francos cortejó y se casó con Cordelia, a pesar de la negativa de Leir a pagar una dote. Luego, Leir les dio a Gonerilda y Regan la mitad de su reino, planeando legarles el resto a su muerte; en cambio, sus yernos se rebelaron y se apoderaron de todo. El duque Maglaurus de Albany, marido de Gonerilda, mantuvo a Leir con un séquito de 60 caballeros, pero su esposa lo redujo a la mitad después de dos años. Luego, Leir huyó con Regan, quien redujo su séquito a sólo cinco hombres. Al regresar a Albany y suplicarle a Gonerilda, Leir se quedó con un solo caballero para su protección.

### Restauración
En ese momento, Leir temió a sus dos hijas mayores y huyó a Francia. Le envió un mensajero a Cordelia cuando estaba fuera de su corte en Karitia. Ella lo bañó, lo vistió regiamente y le asignó un grupo de criados apropiadamente grande. Luego fue recibido oficialmente por el rey y nombrado regente de Francia, y los nobles francos prometieron restaurarlo a su antigua gloria. Leir, Cordelia y su marido invadieron Gran Bretaña y derrocaron a sus otras hijas y yernos. Leir gobernó tres años y luego murió. Cordelia lo sucedió y lo enterró en un santuario subterráneo al dios Jano debajo del río Soar cerca de Leicester, supuestamente el sitio actual del Muro Jewry de la ciudad. Cerca se celebraba una fiesta anual en su honor.

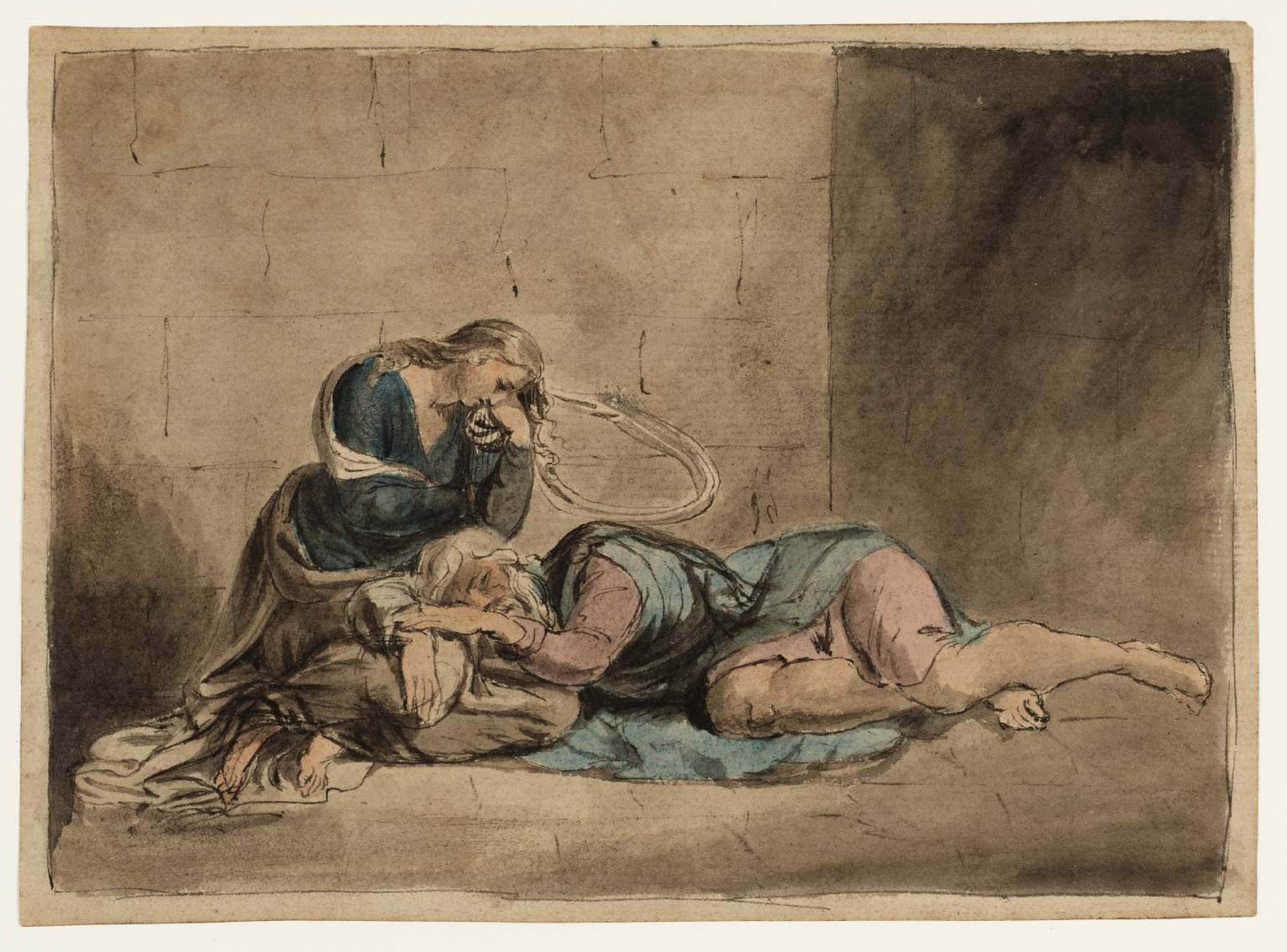
Lear y Cordelia en prisión, por William Blake, c. 1779

## En la cultura
La vida de Leir fue dramatizada en el teatro isabelino en una obra anónima, King Leir, que se registró en 1594 y se publicó en 1605 con el título La verdadera crónica de la historia del rey Leir y sus tres hijas, Gonerilda, Regan y Cordelia. Este precursor de la tragedia de Shakespeare era una comedia que repetía la historia de Godofredo de Monmouth y terminaba felizmente con la restauración de Leir en el poder. La historia también aparece en Mirror for Magistrates, de John Higgins, The Faerie Queene, de Edmund Spenser, y otras obras.